# Peng Jianhua
Peng Jianhua (chinesisch 彭 建华; * 18. Dezember 1996) ist ein chinesischer Leichtathlet, der sich auf den Langstreckenlauf spezialisiert hat.

## Sportliche Laufbahn
Erste internationale Erfahrungen sammelte Peng Jianhua bei den Asienmeisterschaften 2019 in Doha, bei denen er in 29:40,32 min den siebten Platz im 10.000-Meter-Lauf belegte. Anschließend nahm er an der Sommer-Universiade in Neapel im Halbmarathon teil und gelangte dort ursprünglich auf den fünften Platz, wurde aber nach dem Rennen wegen unerlaubter Verpflegung während des Wettkampfes disqualifiziert. 2021 startete er im Marathonlauf bei den Olympischen Spielen in Tokio und landete dort nach 2:16:39 h auf Rang 32. Im Jahr darauf wurde er bei den Weltmeisterschaften in Eugene mit 2:16:12 h 45.
2018 wurde Peng chinesischer Meister im 5000- und 10.000-Meter-Lauf, 2020 siegte er erneut über 5000 m und 2021 wurde er Staatsmeister im Marathonlauf.

## Persönliche Bestzeiten
- 5000 Meter: 14:07,06 min, 15. September 2018 in Taiyuan
- 10.000 Meter: 29:17,98 min, 17. September 2018 in Taiyuan
- Halbmarathon: 1:04:53 h, 24. April 2021 in Peking
- Marathon: 2:08:50 h, 29. November 2020 in Nanjing